# Venice (Alberta)
Pour les articles homonymes, voir Venice.
Venice est un hameau (hamlet) du Comté de Lac La Biche, situé dans la province canadienne d'Alberta.